# Venus von Dolní Věstonice

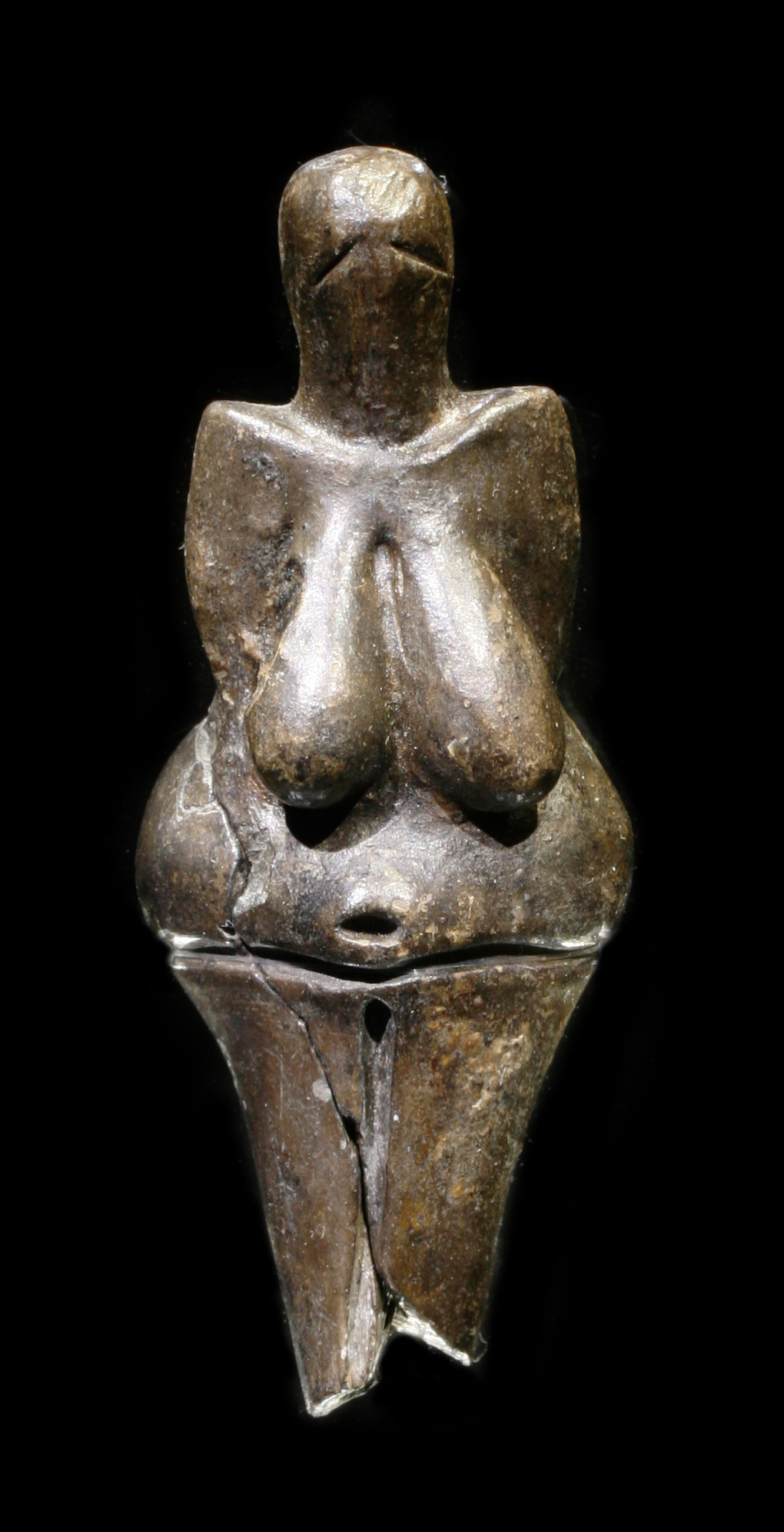
Die Venus von Dolní Věstonice

Die Venus von Dolní Věstonice ist eine Venusfigurine aus Keramik. Ihr Alter wird auf 25.000 bis 29.000 Jahre geschätzt und damit dem Gravettien zugeordnet. Sie ist somit weltweit die älteste bekannte Keramikfigur. Ihre Entdeckung widerlegte die bisherige Annahme, dass Keramik im Paläolithikum noch nicht bekannt war.

## Fund
Die Figur wurde 1925 während archäologischer Ausgrabungen gefunden, die unter Leitung von Karel Absolon in den Jahren 1924–1938 in Dolní Věstonice (Unterwisternitz), Mähren, im heutigen Okres Břeclav (Bezirk Lundenburg) durchgeführt wurden. Hierbei wurde ein Lager steinzeitlicher Mammutjäger ausgegraben (Fundort: 48° 52′ 51,8″ N, 16° 40′ 6,3″ O).
Die Statuette befand sich zusammen mit Steinwerkzeugen und Tierknochen in den Überresten einer prähistorischen Feuerstelle.
Vergleichbare Funde der näheren Umgebung sind die Venus von Willendorf (Oolith) in Niederösterreich oder die Venus von Moravany (Mammut-Elfenbein) in der Slowakei. Neben der Venus von Dolní Věstonice wurden am Hang der Pollauer Berge besonders am etwa 600 Meter entfernt gelegenen Fundplatz Pavlov I bei Pavlov (Pollau) in gleich alten Schichten zahlreiche kleine Figuren aus gebranntem Lösslehm gefunden. Es handelt sich um naturalistische, vollplastische Darstellungen eiszeitlicher Tiere: Höhlenlöwe, Wollhaarmammut, Wildpferd, Wollnashorn, Bär und Vielfraß. Gebrannte Stücke von Lösslehm wurden rings um zwei Feuerstellen gefunden, die als Herdstellen (Öfen) von Hütten interpretiert wurden. Tierfiguren aus gebranntem Lösslehm wurden auch 1930 von Josef Bayer an der Fundstelle Krems-Wachtberg in Niederösterreich gefunden.

## Beschreibung
Die Figur gehört zu den ältesten keramischen Erzeugnissen und besteht aus Lösslehm, der zur Vermeidung von Schrumpfungsrissen mit Tierknochenmehl gemagert wurde. Sie ist 11,1 cm hoch, 4,3 cm breit und 2,7 cm dick. Ihre Form gleicht der anderer gleichzeitiger Figuren; d. h. ausladende Brüste und Hüften, keine individuellen Gesichtszüge, Augen sind durch zwei schräge Schlitze angedeutet. Sie wurde in zwei Stücke zerbrochen gefunden, die etwa zehn Zentimeter voneinander entfernt lagen. Im frisch geformten Zustand wurde auf der Rückseite der Figur ein Fingerabdruck hinterlassen, der von einem 11- bis 14-jährigen Kind bzw. Jugendlichen stammt.
Die Venus wird im Mährischen Landesmuseum in Brünn aufbewahrt, aus konservatorischen Gründen wird aber nur eine Kopie im zweiten Obergeschoss ausgestellt.

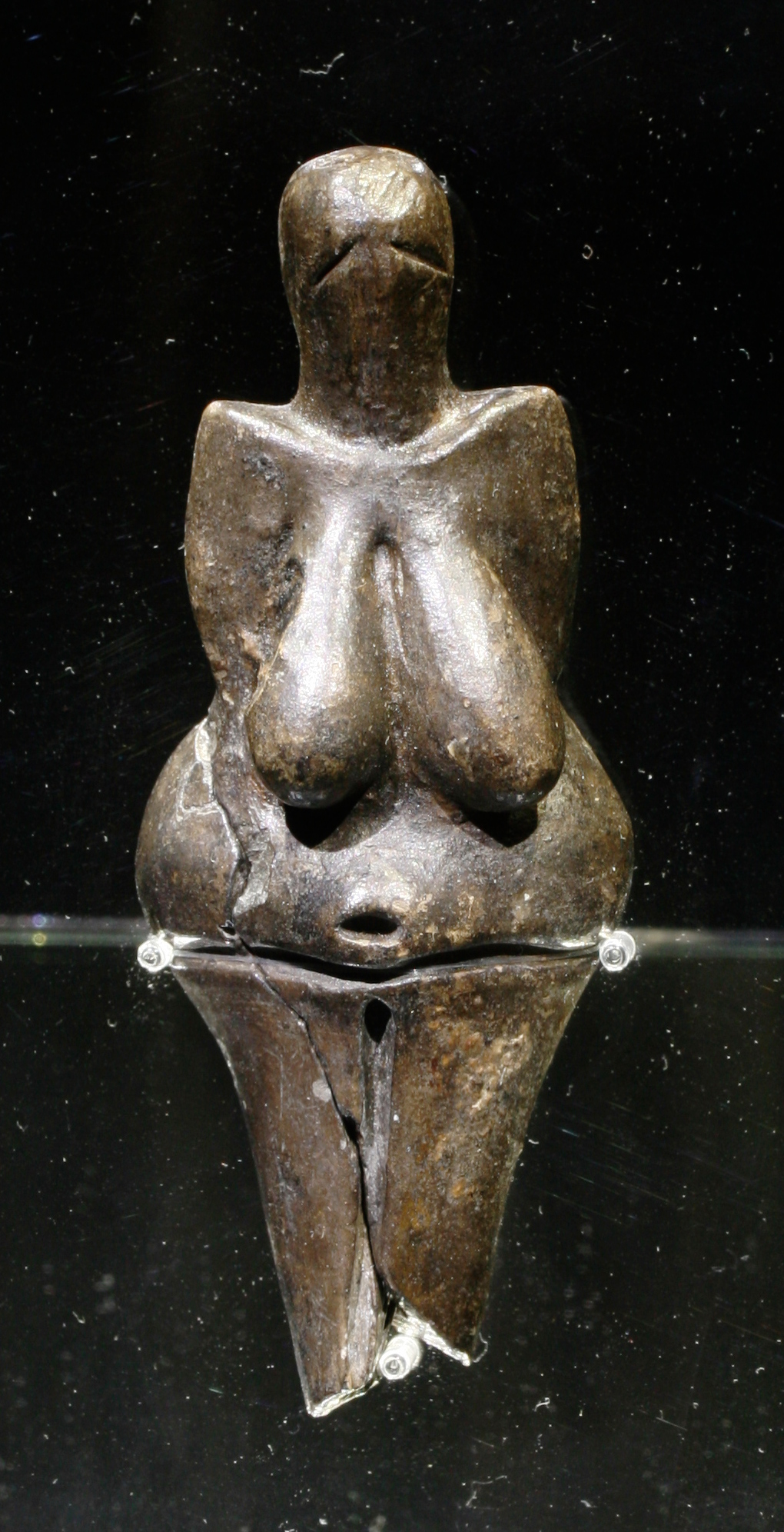
Vorderseite
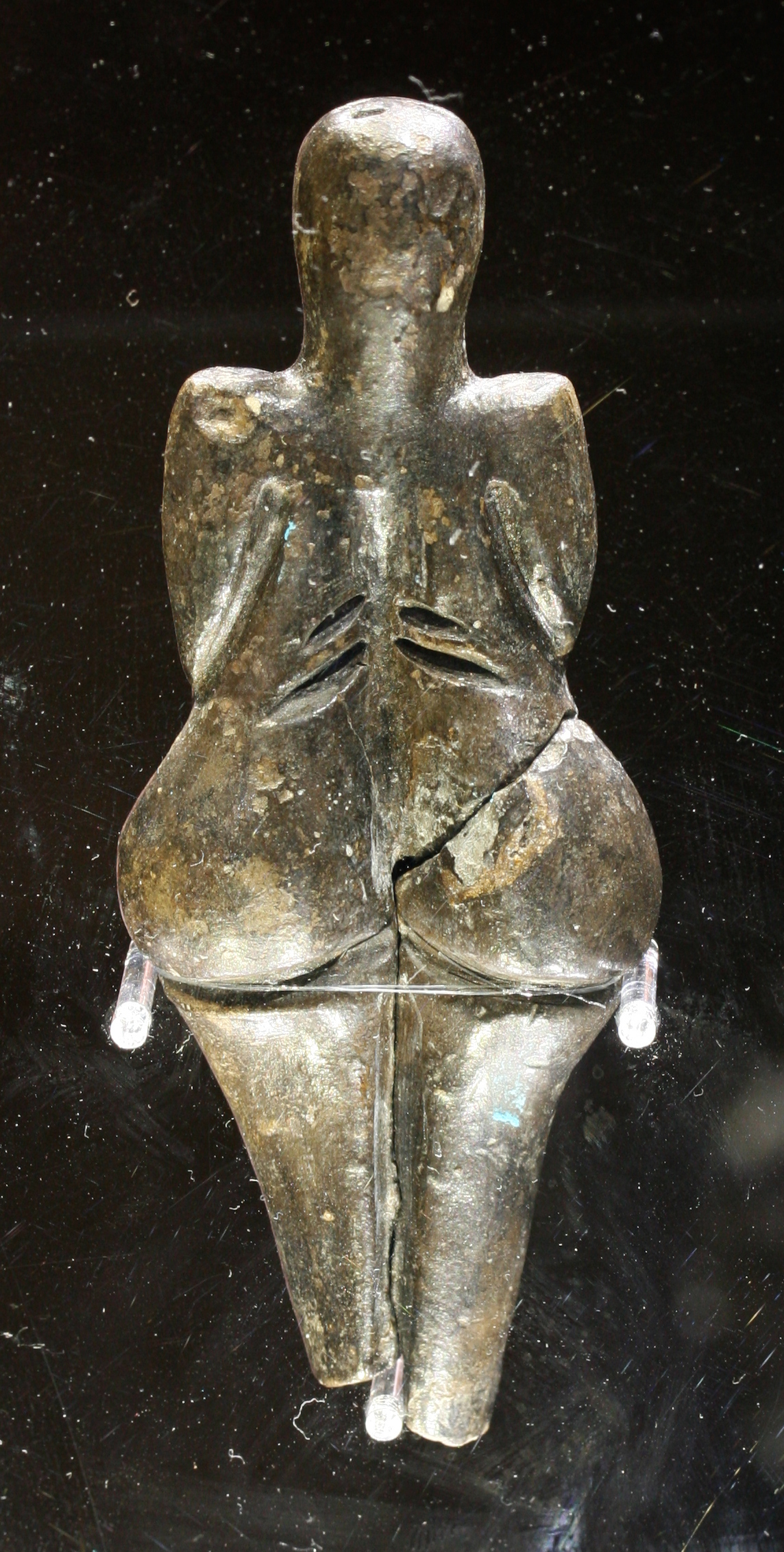
Rückseite
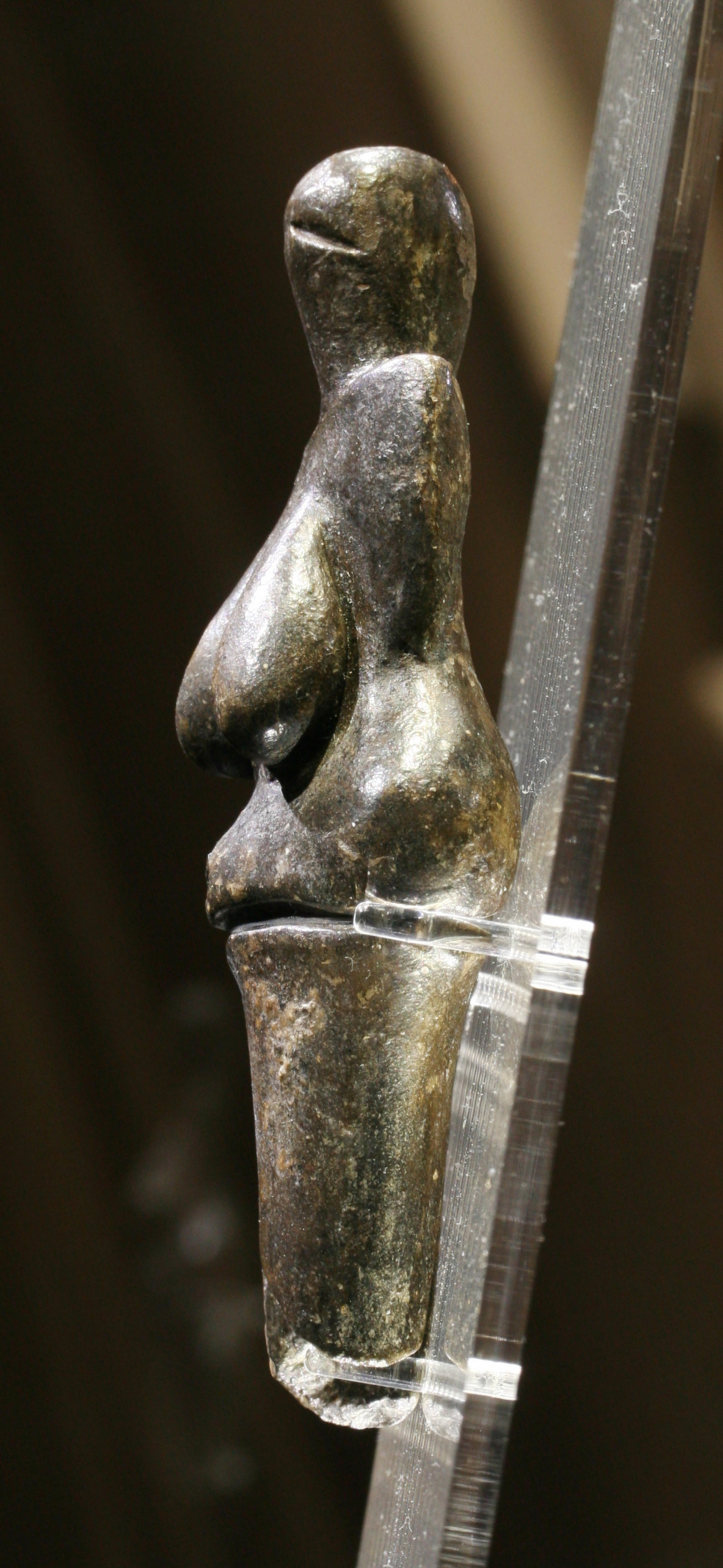
Linke Seite
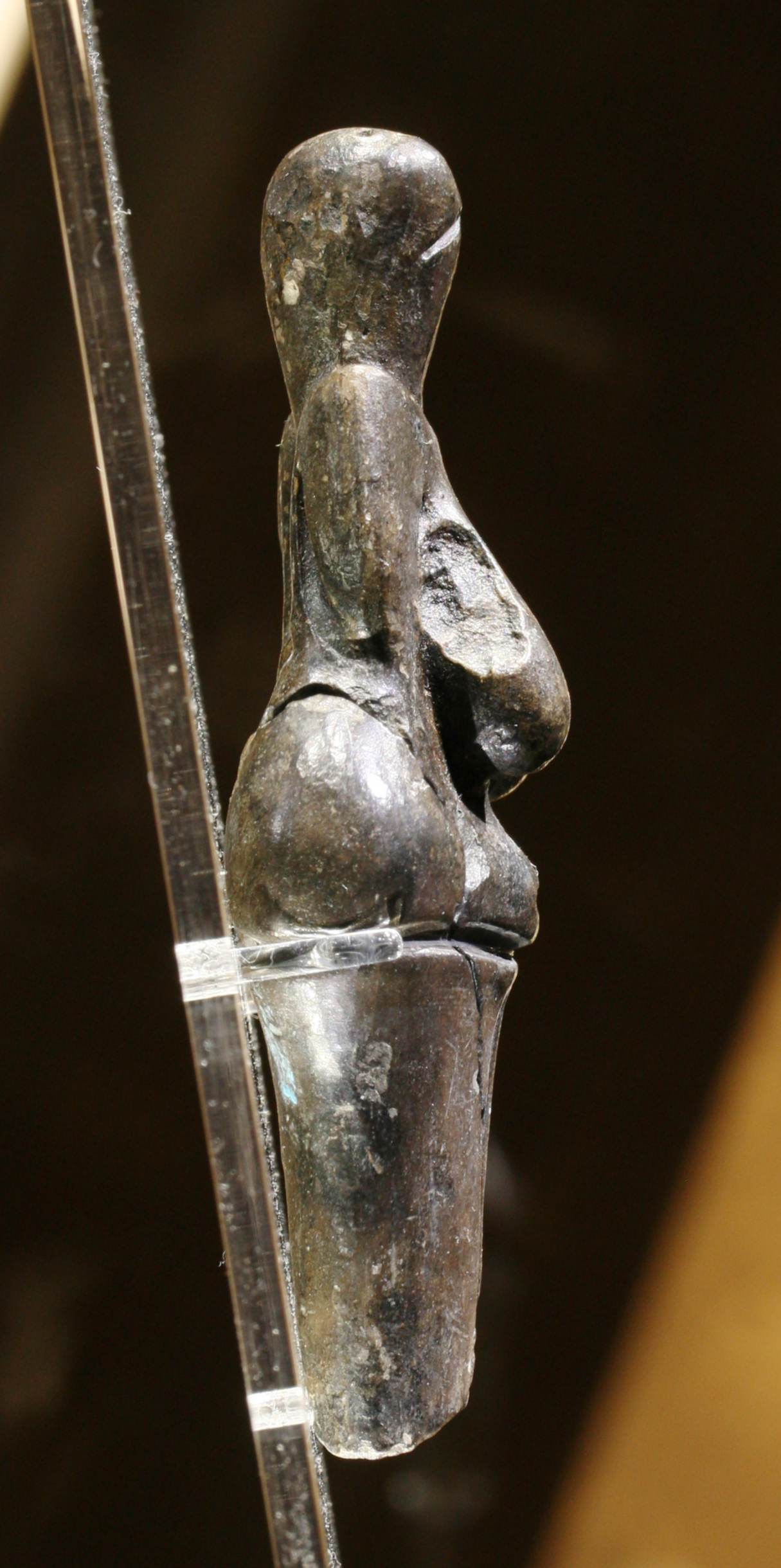
Rechte Seite